# Flûte octaviante
La flûte octaviante est un jeu d'orgue appartenant à la famille des jeux de fond et au sous-groupe des jeux octaviants, de tessiture 4' dont la longueur du corps des tuyaux est double, soit 8', à partir du Do2 le plus souvent et du Do1 dans les très grands instruments.